# کاترین اشتون
کاترین مارگارت اشتون، بارونس اشتون او آپهالند (به انگلیسی: Catherine Margaret Ashton, Baroness Ashton of Upholland) (زاده ۲۰ مارس ۱۹۵۶) بین سال‌های ۲۰۰۹ تا ۲۰۱۴ نماینده عالی اتحادیه اروپا در سیاست خارجی و امور امنیتی بود. کاترین اشتون عضو حزب کارگر بریتانیا است و در سال ۱۹۹۹ لقب بارونس گرفت.

## زندگی‌نامه
او در خانواده‌ای از طبقه کارگر در لانکشر بریتانیا به دنیا آمد و اولین عضو خانواده‌اش است که توانسته به دانشگاه راه پیدا کند.
قبل از فعالیت سیاسی در کمپین خلع سلاح هسته‌ای فعالیت می‌کرد و تا مقام معاونت این سازمان پیش رفت. در زمان نخست‌وزیری تونی بلر معاون وزیر بود. در سال ۲۰۰۹ به عنوان مسئول سیاست خارجی اتحادیه اروپا انتخاب شد و تا سال ۲۰۱۴ در این سمت بود. وی پیش از این کمیسر عالی اتحادیه اروپا در امور تجارت و بازرگانی بود.</ref>

## کاترین اشتون و مذاکرات هسته‌ای با تهران
مذاکرات هسته‌ای ایران و گروه ۱+۵ در اول و دوم بهمن ۱۳۸۹ در استانبول صورت گرفت که پیشنهاد تبادل سوخت در آن محقق نشد. پس از یک وقفه ۱۵ ماهه این مذاکرات با ریاست کاترین اشتون دوباره در ۲۶ فروردین ۱۳۹۱ از سر گرفته شده‌است؛ و طرفین با مثبت خواندن مذاکرات توافق کردند که دور دوم این مذاکرات در سوم خرداد ۱۳۹۱ در بغداد از سر گرفته شود. پس از چندین نوبت مذاکرات نافرجام از جمله آلماتی ۱ و ۲ طرفین به نتیجه مطلوبی دست نیافتند. در جریان انتخابات ریاست جمهوری یازدهم ایران، سعید جلیلی دبیر شورای عالی امنیت ملی و رئیس تیم مذاکره‌کننده در انتخابات نامزد گردید. در مناظره تلویزیونی انتخابات، یکی از رقبای جلیلی، علی اکبر ولایتی از مشاوران رهبری ایران، ضمن انتقادات شدید از عملکرد وی گفت: «مذاکرات شما و خانم اشتون هیچ دستاوردی جر تشدید تحریم‌ها و افزایش فشار بر مردم نداشته‌است». جلیلی در این انتخابات با فاصله زیادی از حسن روحانی پیروز انتخابات، شکست خورد.

## سفر اشتون به ایران
کاترین اشتون ۱۷ اسفند ۱۳۹۲ به تهران سفر کرد. در این سفر اشتون مسئول سیاست خارجی اتحادیه اروپا با رئیس‌جمهور حسن روحانی، وزیر امور خارجه محمد جواد ظریف، دبیر شورای عالی امنیت ملی علی شمخانی و همچنین دبیر سابق شورای عالی امنیت ملی و مسئول سابق پرونده هسته ای و نماینده فعلی رهبر ایران در شورای عالی امنیت ملی سعید جلیلی دیدار کرد.
البته این سفر به دلیل دیدار اشتون با «فعالان زن» از جمله نرگس محمدی فعال در حوادث پس از انتخابات ریاست جمهوری سال ۸۸ و گوهر عشقی مادر ستار بهشتی وبلاگ‌نویس جنحالی خبرساز شد، مرضیه افخم سخنگوی وزارت خارجه با انتقاد از برخورد گزینشی اشتون با مقوله حقوق بشر، اقدام وی در دیدار غیررسمی با برخی عناصر در ایران را منجر به افزایش سوءظن مردم کشورایران به غرب دانست.